# Heterocerus unicolor
Heterocerus unicolor is een keversoort uit de familie oevergraafkevers (Heteroceridae). De wetenschappelijke naam van de soort is voor het eerst geldig gepubliceerd in 1858 door Hotschulsky.